# Emiliana Arango
Emiliana Arango (* 28. November 2000 in Medellín) ist eine kolumbianische Tennisspielerin.

## Karriere
Arango, die am liebsten auf Sandplätzen spielte, begann im Alter von drei Jahren mit dem Tennis. Bislang spielt sie vorrangig Turniere auf der ITF Women’s World Tennis Tour, wo sie bislang drei Titel im Einzel gewinnen konnte.
2016 erhielt sie das erste Mal eine Wildcard für eine Hauptfeld im Dameneinzel bei einem Turnier der WTA Tour. Bei den Claro Open Colsanitas unterlag sie aber bereits in der ersten Runde der an Position fünf gesetzten Irina Falconi mit 0:6 und 1:6. Sie startete auch jeweils im Juniorinneneinzel und Juniorinnendoppel der French Open und in Wimbledon.
2017 gewann sie zusammen mit ihrer Partnerin Sofía Múnera Sánchez den Titel im Damendoppel der Porto Alegre Junior Championships. Für die Claro Open Colsanitas 2017 erhielt sie abermals eine Wildcard für das Hauptfeld im Dameneinzel, unterlag aber ebenso wie schon 2016 bereits in der ersten Runde, diesmal Irina Chromatschowa mit 2:6 und 2:6. Bei den French Open erreichte sie im Juniorinneneinzel die zweite Runde, mit ihrer Partnerin Ellie Douglas das Achtelfinale im Juniorinnendoppel.  In Wimbledon scheiterte sie im Juniorinneneinzel bereits in der ersten Runde, im Juniorinnendoppel erreichte sie mit Ellie Douglas das Viertelfinale. Bei den US Open erreichte sie im Juniorinneneinzel das Halbfinale, im Juniorinnendoppel mit Partnerin Emily Appleton das Viertelfinale.
2018 erhielt sie eine Wildcard für die Qualifikation zu den Miami Open, ihrem ersten WTA-Turnier der Premier-Klasse, wo sie aber in der ersten Runde Natalja Wichljanzewa mit 3:6 und 2:6 unterlag. Für die nachfolgenden Claro Open Colsanitas 2018 erhielt sie zum dritten Mal in Folge eine Wildcard und erreichte erstmals bei einem Turnier der WTA-Tour das Viertelfinale, wo sie gegen Anna Karolína Schmiedlová beim Stand von 1:6 und 0:1 verletzungsbedingt aufgeben musste. Für die Qualifikation zu den Mubadala Silicon Valley Classic 2018 erhielt sie eine Wildcard, unterlag dort in der ersten Runde Magdalena Fręch knapp in drei Sätzen mit 3:6, 6:3 und 1:6.
2019 startete Arango bei den Panamerikanischen Spielen für Kolumbien. Während sie im Einzel bereits in der ersten Runde gegen die Amerikanerin Alexa Graham klar mit 2:6 und 2:6 verlor, erreichte sie mit ihrer Partnerin María Herazo González das Viertelfinale. Für die Claro Open Colsanitas 2019 erhielt sie zum vierten Mal in Folge eine Wildcard, konnte diese aber nicht nutzen und unterlag in der ersten Runde Bibiane Schoofs mit 2:6 und 4:6.
Seit 2016 spielt Osorio Serrano für die kolumbianische Fed-Cup-Mannschaft; ihre Fed-Cup-Bilanz weist bislang sieben Siege bei acht Niederlagen aus.

## Turniersiege

### Einzel
| Nr. | Datum              | Turnier  | Kategorie      | Belag     | Finalgegnerin     | Ergebnis       |
| --- | ------------------ | -------- | -------------- | --------- | ----------------- | -------------- |
| 1.  | 4. Juni 2017       | Antalya  | ITF $15.000    | Sand      | Vlada Ekshibarova | 6:2, 6:3       |
| 2.  | 19. September 2021 | Medellín | ITF W25        | Sand      | Laura Pigossi     | 6:0, 6:0       |
| 3.  | 17. Oktober 2021   | Florence | ITF W25        | Hartplatz | Wang Xiyu         | 6:3, 0:6, 7:60 |
| 4.  | 16. Februar 2025   | Cancún   | WTA Challenger | Hartplatz | Carson Branstine  | 6:2, 6:1       |